# Fada Azzeh
Fada Azzeh (Murska Sobota, 1983.), pijanistica 
Fada Azzeh u rodnom je Ljutomeru završila nižu glazbenu školu. Školovanje je nastavila na Umjetničkoj gimnaziji u Mariboru u klasi prof. Marjane Mlakar. Kasnije prelazi u klasu prof. Planinke Jurišić-Atić kod koje je diplomirala 2001. s odlično ocjenjenim maturalnim nastupom. Dobitnica je nekoliko nagrada na regionalnim i republičkim natjecanjima. Na I. međunarodnom natjecanju "Cita di Gorizia" 2001. godine osvojila je III. nagradu. Dobitnica je i nagrade Dr. Roman Klasinc koju za izuzetne rezultate u toku školovanja dodjeljuje Umjetnička gimnazija u Mariboru. Od 2002. god. studira klavir na Glazbenoj akademiji u Ljubljani u klasi legendarne slovenske pijanistice Dubravke Tomšič-Srebotnjak  Arhivirana inačica izvorne stranice od 23. svibnja 2005. (Wayback Machine), a svoje znanje redovito usavršava i na različitim međunarodnim ljetnim školama kod priznatih pedagoga kao što su: Arbo Valdma, Konstantin Bogino, Rita Kinka i dr. Do sada se samostalnim klavirskim recitalima predstavila u više slovenskih muzičkih centara. S izuzetnim uspjehom je nastupila i sa Simfonijskim orkestrom Slovenskog narodnog kazališta Maribor svirajući koncert E. Griega. Njene interpretacije karakteriziraju izrazita prefinjenost i plemenit ton.